# Hermann Westphal (Maler)

Kleine, sommerliche Küstenlandschaft mit Windflüchtern; Aquarell

Hermann Franz Albert Westphal (* 28. September 1882 in Frankfurt am Main; † 30. Mai 1954 in Berlin) war ein deutscher Maler, Grafiker und Gymnasiallehrer für Zeichnen.

## Leben

Steilküste an der Ostsee (um 1930); Aquarell

Hermann Westphal war ein Sohn des Ingenieurs Christian Westphal und dessen Frau Maria Antoinette Malwine, geborene Kühn. Die Familie kam Mitte der 1880er Jahre nach Berlin, wo der Sohn von 1888 bis 1897 das Luisenstädtische Gymnasium besuchte. 1899/1900 studierte er an der Königlichen Kunstschule und ab Dezember 1900 bis 1903 an der Akademischen Hochschule für die bildenden Künste zu Berlin. Nach dem Studium arbeitete er als freischaffender Kunstmaler in Berlin. Um 1913 war er zudem an Leo von Königs Zeichenschule als Lehrer tätig und gab in den Sommermonaten auf Bornholm „Unterricht im Malen und Zeichnen von Landschaften“.
An der Königlichen Kunstschule zu Berlin unterzog er sich 1915 der Zeichenlehrerprüfung für den höheren Schuldienst und war dann an verschiedenen Berliner Gymnasien als Zeichenlehrer tätig. Nach dem Militärdienst im Ersten Weltkrieg von 1917 bis 1919, den er zunächst beim Feldartillerie-Regiment Nr. 54 und ab 1918 bei der Königlichen Geschützgießerei Spandau verbrachte, war er erneut im Schuldienst tätig. Ab 1923 war er Studienrat und trug den Titel Oberzeichenlehrer. Westphal war von 1906 bis 1919 Mitglied in der Berliner Secession und stellte dort mehrmals aus. Zudem war er Mitglied im Deutschen Künstlerbund. 1931 war er auf der Großen Berliner Kunstausstellung im Schloss Bellevue mit zwei Werken vertreten. In der Zeit des Nationalsozialismus war er obligatorisch Mitglied der Reichskammer der bildenden Künste. Vorwiegend malte er Landschaften (u. a. Motive aus Bornholm) und Bildnisse und galt als Impressionist.
Hermann Westphal war ab 1907 verheiratet mit der Kunstmalerin Margarete Johanne Emilie Klein (* 1883). Nach Scheidung heiratete er 1913 in seiner zweiten Ehe die Malerin Martha Auguste Menzel (1890–1992). Der ersten Ehe entstammte eine 1908 geborene Tochter. Hermann Westphal starb 1954 im Städtischen Krankenhaus Moabit. Die Grabstätte Hermann Westphals und seiner zweiten Frau befindet sich in Dänemark auf dem Haurvig Kirkegård in der Ringkøbing-Skjern Kommune, Region Midtjylland.